# Autoestrada A14
Die A14 oder Autobahn des Baixo Mondego  ist eine portugiesische Autobahn, die die Stadt Coimbra mit der Stadt Figueira da Foz verbindet. Beide Städte gehören zur Unterregion Região de Coimbra, die in der Region Centro liegt, und haben eine Gesamtlänge von 40 km.
In Coimbra beginnt die Autobahn im Norden der Stadt, wo sie auf die A 1 trifft, die in Richtung Süden nach Lissabon und in Richtung Norden nach Porto führt, sowie auf die IP 3, die in östlicher Richtung nach Viseu führt. Vor der Stadt Figueira da Foz kreuzt die Autobahn die A 17, die in Richtung Süden nach Leiria und in Richtung Norden nach Aveiro führt.
Der Bau der Autobahn begann 1994 zwischen Figueira da Foz und Montemor-o-Velho, mit einer Länge von 12 km, und wurde 2001 mit weiteren 13,4 km bis nach Ançã fortgesetzt. 2002 erreichte sie den Anschluss an die A 1 nördlich von Coimbra, mit einer Länge von weiteren 5,5 km und einem Profil mit zwei Fahrspuren für jede Richtung.
Brisa ist seit der Inbetriebnahme der Autobahn der Betreiber. Die aktuellen Mautpreise für die gesamte Strecke der Autobahn betragen 2,50 € für die Klasse C1, 4,50 € für die Klasse C2, 5,75 € für die Klasse C3 und 6,40 € für die Klasse C4.

## Abschnitte
| Abschnitt                        | Inbetriebnahme | Status     | Km   |
| -------------------------------- | -------------- | ---------- | ---- |
| Figueira da Foz–Montemor-o-Velho | 1994           | In Betrieb | 12   |
| Montemor-o-Velho–Ançã            | 2001           | In Betrieb | 13,4 |
| Ançã–Coimbra A 1                 | 2002           | In Betrieb | 5,5  |

## Kapazität
| Abschnitt                        | Profil     | Km   |
| -------------------------------- | ---------- | ---- |
| Figueira da Foz–Montemor-o-Velho | 2x2 Spuren | 12   |
| Montemor-o-Velho–Ançã            | 2x2 Spuren | 13,4 |
| Ançã–Coimbra A 1                 | 2x2 Spuren | 5,5  |

## Verkehrsaufkommen
Zwischen Figueira da Foz und der Anschlussstelle der A 17 herrscht der höchste tägliche Verkehr auf der Autobahn mit täglich mehr als 20.000 Fahrzeugen. Weiter nach Ançã ist der Verkehr geringer und überschreitet nicht 7.000 Fahrzeuge pro Tag. Bei der Ankunft in Coimbra nimmt der Verkehr mit der Kreuzung mit der A 1 wieder zu und überschreitet täglich mehr als 10.000 Fahrzeuge, bis zur Mautstelle Coimbra-Norden steigt der Verkehr auf 20.000 Fahrzeuge täglich.
| Abschnitt                                       | Tägliche Verkehrsaufkommen, August 2019 |
| ----------------------------------------------- | --------------------------------------- |
| Figueira da Foz–Zona Portuária                  | 20.342                                  |
| Zona Portuária–Vila Verde                       | 20.342                                  |
| Vila Verde–A 17                                 | 20.064                                  |
| A 17–Montemor-o-Velho (sul)                     | 18.116                                  |
| Montemor-o-Velho (sul)–Montemor-o-Velho (norte) | 6.607                                   |
| Montemor-o-Velho (norte)–Arazede                | 6.689                                   |
| Arazede–Ançã                                    | 6.982                                   |
| Ançã–A 1                                        | 10.724                                  |
| A 1–Mautstelle Coimbra-Norden                   | 22.837                                  |
| Tägliche Verkehrsaufkommen auf der A14          | 11.333                                  |

## Ausfahrten
| Ausfahrt                              | Nome da Saída                                                                                       | Estrada que liga |
| ------------------------------------- | --------------------------------------------------------------------------------------------------- | ---------------- |
|                                       | Figueira da Foz                                                                                     |                  |
| 1                                     | AveiroLeiria                                                                                        | N 109            |
| 2                                     | Vila VerdeZona Portuária                                                                            | M 600            |
| 3                                     | Vila Verde                                                                                          | N 111-2          |
| 3A                                    | AveiroLeiria                                                                                        | A 17             |
| 4                                     | Maiorca Montemor-o-Velho (Westen) Sítio Classificado dos Montes de Santa Olaia e Ferrestelo Verride | N 111/M601       |
| Praça de Portagem de Montemor-o-Velho | |                  |
| 5                                     | Montemor-o-Velho (Osten)                                                                            | N 111            |
| 6                                     | Arazede                                                                                             | N 335            |
| 7                                     | Ançã                                                                                                | N 234-1          |
| 8                                     | Lisboa/Condeixa/Coimbra Sul Porto/Mealhada                                                          | A 1              |
| Praça de Portagem de Coimbra-Norte    | |                  |
|                                       | richtung Viseu Coimbra Norden                                                                       | IP 3             |